# Назаров, Микаил Азиз оглы
Микаил Азиз оглы Назаров (род. 1933, Баку — ум. 2009, Баку) — азербайджанский советский и партийный деятель.

## Биография
Окончил Азербайджанский институт нефти и химии имени М.Азизбекова и Высшую партийную школу при ЦК КПСС. Р
Работал инструктором и заведующим отделом Ленинского РК Компартии Азербайджана. В 1966 году избран секретарем Ленинского РК Компартии Азербайджана. С 1968 года — инспектор отдела партийной организации, помощник второго секретаря ЦК, а с 1971 года — заведующий отделом торгово-плановых и финансовых организаций ЦК КП Азербайджана.
С 1982 года — заведующий отделом торговли и бытового обслуживания ЦК КП Азербайджана, а с 1986 года — управляющий делами Совета Министров Азербайджанской ССР.
С 1990 года он назначен начальником Администрации Президента Азербайджанской Республики, а с 1991 года — руководителем Администрации Президента Азербайджанской Республики.
Микаил Назаров был депутатом Верховного Совета Азербайджанской ССР VIII — XII созывов .

## Награды
Награждён орденами Трудового Красного Знамени и Дружбы народов.

## Источнии
- Депутаты Верховного Совета Азербайджанской ССР. Девятый созыв (aze-ru) . Баку: Азернешр. 1976 год.